# Andrónico IV Paleólogo
Andrónico IV Paleólogo (em grego: Ανδρόνικος Δ' Παλαιολόγος) (11 de abril de 1348 – 28 de junho de 1385), foi imperador bizantino entre 1376 e 1379.

## Vida
Andrónico IV era o filho mais velho do imperador João V Paleólogo e da sua esposa Helena Cantacuzena, filha do imperador João VI Cantacuzeno. Apesar de ter sido associado como co-imperador pelo seu pai no início da década de 1350, Andrónico IV revoltou-se quando o sultão otomano Murade I obrigou João V a tornar-se seu vassalo em 1373. Andrónico aliara-se ao filho de Murade, em revolta contra o seu próprio pai, mas quer uma quer outra rebelião fracassaram. Murade I mandou cegar o seu filho e exigiu que João V fizesse o mesmo a Andrónico, mas o imperador bizantino vazou apenas um olho do seu filho.
Em 1376 os Genoveses ajudaram Andrónico a fugir da Prisão de Anemas na qual fora confinado e a tomar o controlo de Constantinopla. No entanto, foi imediatamente atacado pelos inimigos dos Genoveses, os Venezianos, e foram estes que o derrubaram em 1379, repondo João V no trono, que também havia sido enviado para a mesma prisão que seu filho. Andrónico IV foi autorizado a conservar o título de co-imperador e foi-lhe atribuída a cidade de Selímbria (atual Silivri) como senhorio pessoal, onde veio a morrer em 1385.

## Família
Com a sua mulher Ceratza (Maria) da Bulgária (nome monástico Mathissa), filha do rei João Alexandre da Bulgária e de Teodora da Valáquia, Andrónico IV teve vários filhos, dos quais se conhece somente:
- João VII Paleólogo, imperador em 1390